# 瑞典體育
體育是瑞典的一項全國性活動，大約一半的瑞典人積極參加體育活動。約有200萬人（佔瑞典總人口的20%）參加了體育俱樂部。瑞典參與人數最多的體育項目包括足球、馬術、手球、高爾夫球、體操和田徑，電視觀眾人數最多的體育運動包括橄欖球、冰球、手球、班迪球、高爾夫、賽車和田徑。此外由於氣候寒冷，冬季運動在瑞典也很受歡迎，參加人數眾多。1990年代之後，福樂球在瑞典增加了不少參與者和觀眾，超過了其他團隊體育。除了籃球之外，美國體育在瑞典人氣不高，但有一些美式橄欖球和棒球的參與者。